# Nationaal Songfestival

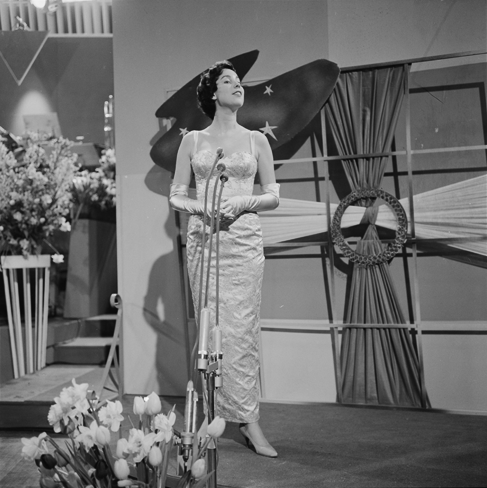
Corry Brokken, die Gewinnerin der ersten drei Nationaal Songfestivals

Das Nationaal Songfestival war der Name des niederländischen Vorentscheids zum Eurovision Song Contest (ESC) (in den Niederlanden: „Eurovisiesongfestival“). Die erste Veranstaltung fand 1956 statt; und seitdem stets in den letzten Januartagen oder den ersten Februartagen. Seit 2013 wird der niederländische Beitrag nicht durch einen Nationalen Song Contest, sondern durch eine interne Auswahl bestimmt. Dies geschah zuvor auch in den Jahren 1961, 1963, 1980 und 2008. 

## Hintergrund
Das Nationaal Songfestival wurde bis 1969 von der öffentlich-rechtlichen Rundfunkanstalt NTS organisiert. Als dieser neu aufgestellt wurde, übernahm er als NOS die Veranstaltung. In 1963 fiel das Nationaal Songfestival wegen eines Streiks des Metropole Orkest aus.
Gelegentlich hatten Lieder, die hier vorgestellt wurden, es aber nicht in das europäische Finale schafften, dennoch Erfolg in den Hitparaden.
In Anlehnung an das Nationaal Songefestival wird seit 2003 das Junior Songfestival ausgetragen, das als nationaler Vorentscheid für den Junior Eurovision Song Contest fungiert.

## Sonstiges
- Beim National Song Contest 1956 durfte neben dem Siegerlied auch die Nummer zwei zum Eurovision Song Contest fahren. Das war das Lied De Vogels van Holland, vorgetragen von Jetty Paerl. Es wurde von Annie M.G. Schmidt geschrieben und von Cor Lemaire komponiert.
- Die niederländischsprachigen Lieder, die 1974, 1975, 2007 und 2011 den nationalen Song Contest gewonnen haben, wurden beim Eurovision Song Contest auf Englisch vorgetragen.
- In den Jahren 1985, 1991, 1995 und 2002 nahmen die Niederlande nicht am ESC teil.
- Im Laufe der Jahre gab es verschiedene Formate, um den niederländischen Beitrag zu ermitteln.
- In den Jahren 1967, 1971, 1972, 1973, 1974, 1979, 1987, 1988, 1993, 1994, 2007, 2009 und 2011 wurden die Interpreten nicht im Voraus bestimmt, sondern das Lied während des Nationalen Gesangswettbewerbs ausgewählt. Auch beim National Song Contest 1963 war ein Wettbewerb mit der Künstlerin (Annie Palmen) geplant, aber aufgrund eines Streiks des Metropole Orkest kam die Fernsehübertragung nicht zustande.
- Beim National Song Contest 2010 wurde Pierre Kartner intern als Texter und Komponist benannt. Dann wurden während des Nationalen Song Contests fünf Kandidaten ausgewählt, die jeweils ihre eigene Interpretation des von ihm geschriebenen Liedes Ik ben verliefd (sha-la-lie) vortrugen.
- Beim Contest 2007 wurde kein Televoting durchgeführt und der Song somit nicht vom Publikum gewählt. Beim Contest 2010 gab es ebenfalls kein Televoting, aber das im Saal anwesende Publikum durfte seine Stimme abgeben.

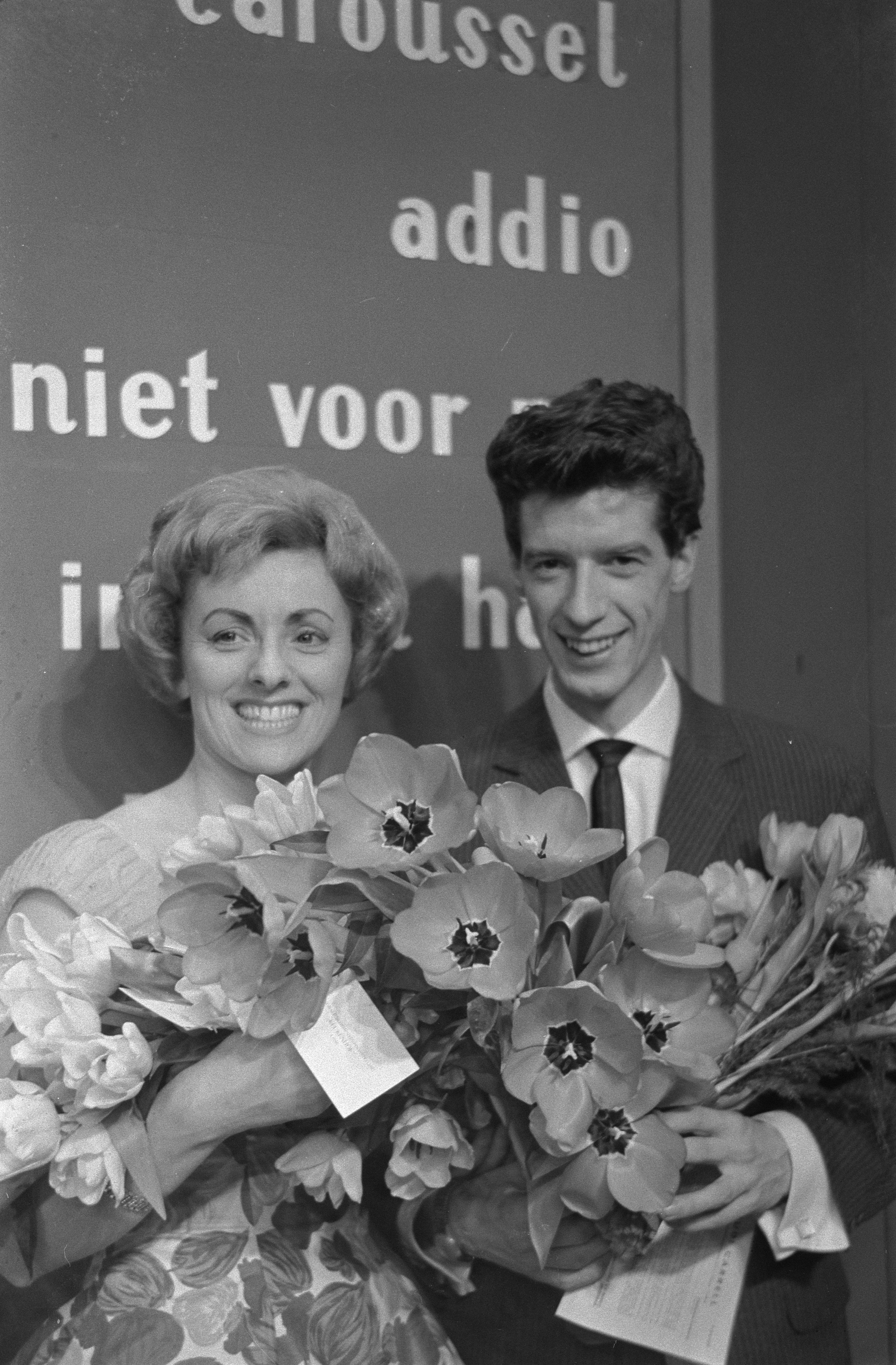
Gewinner Rudi Carrell 1960. Annie Palmen erreichte den 2. Platz
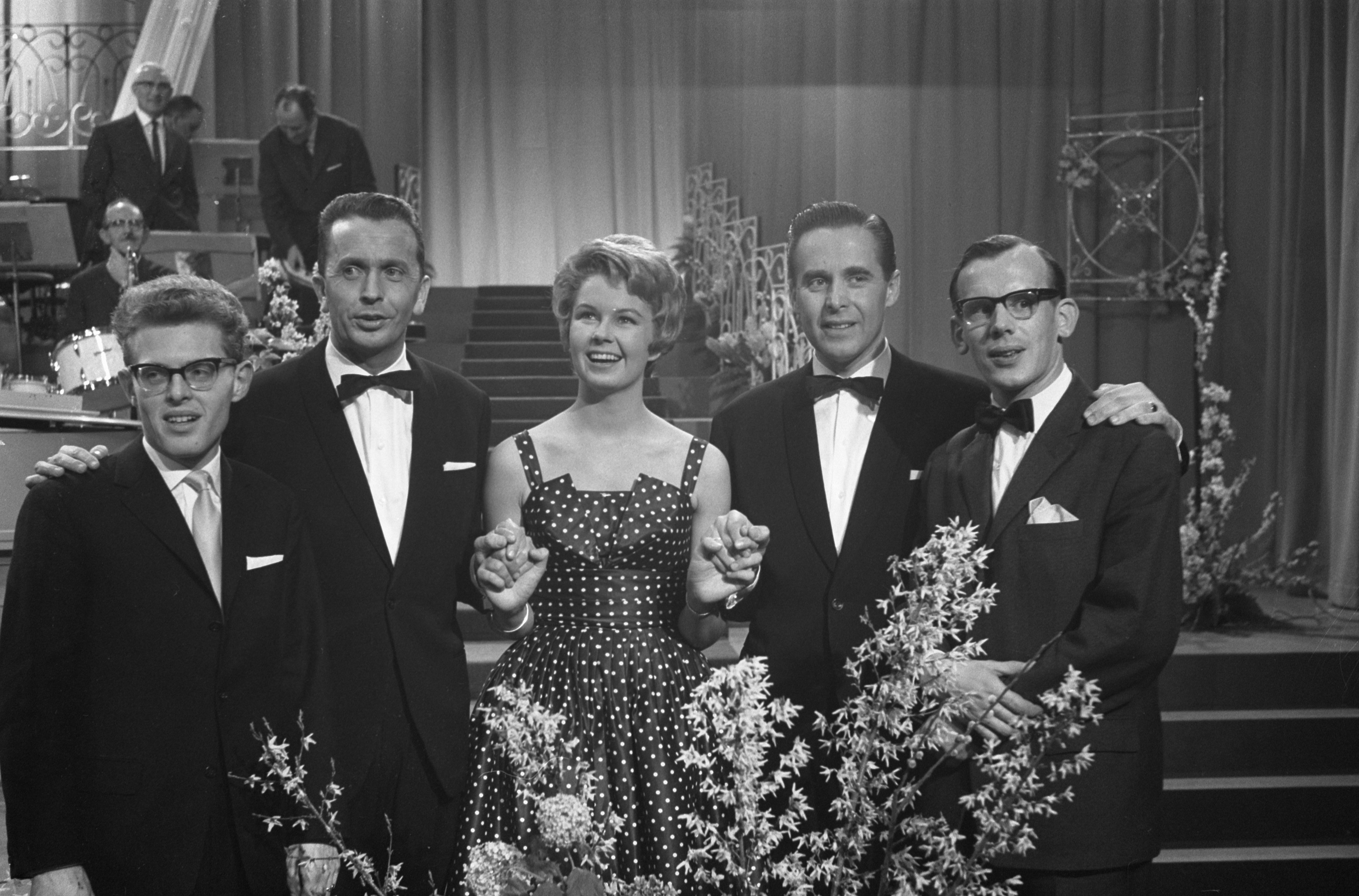
De Spelbrekers nach ihrem Sieg 1962
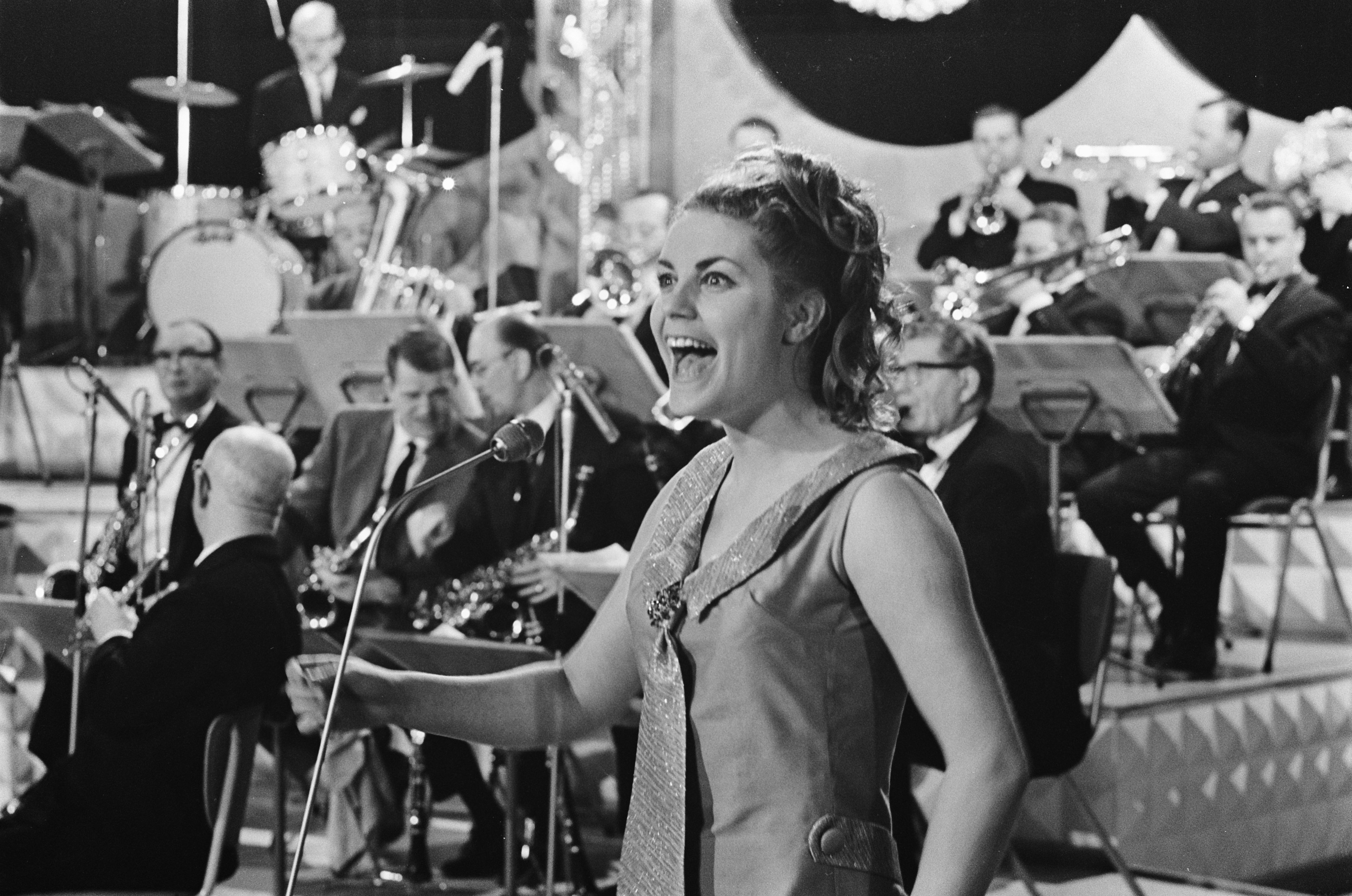
Conny Vink auf Platz 2 beim Nationaal Songfestival 1968
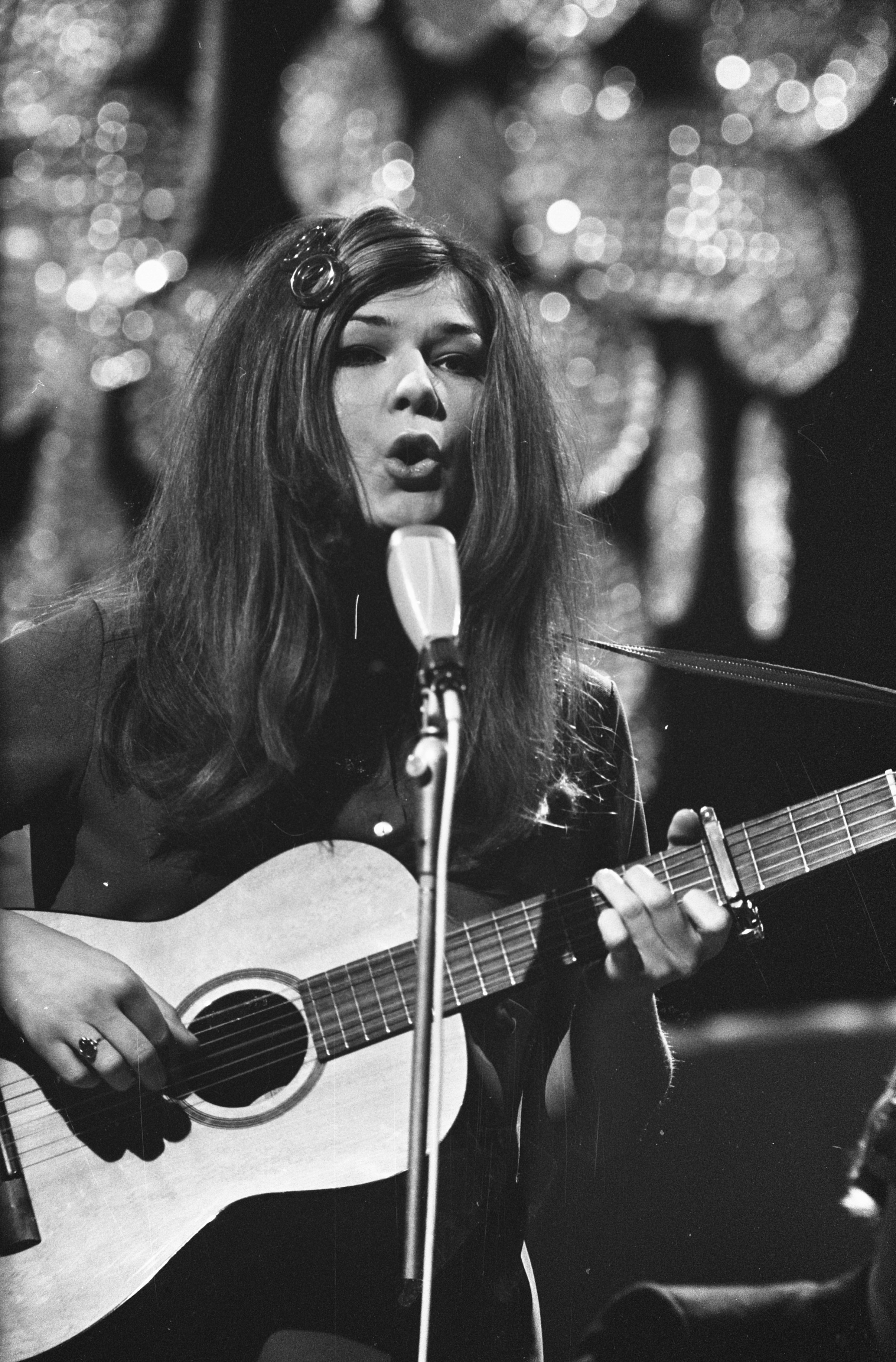
Lenny Kuhr gewann im Jahr 1969
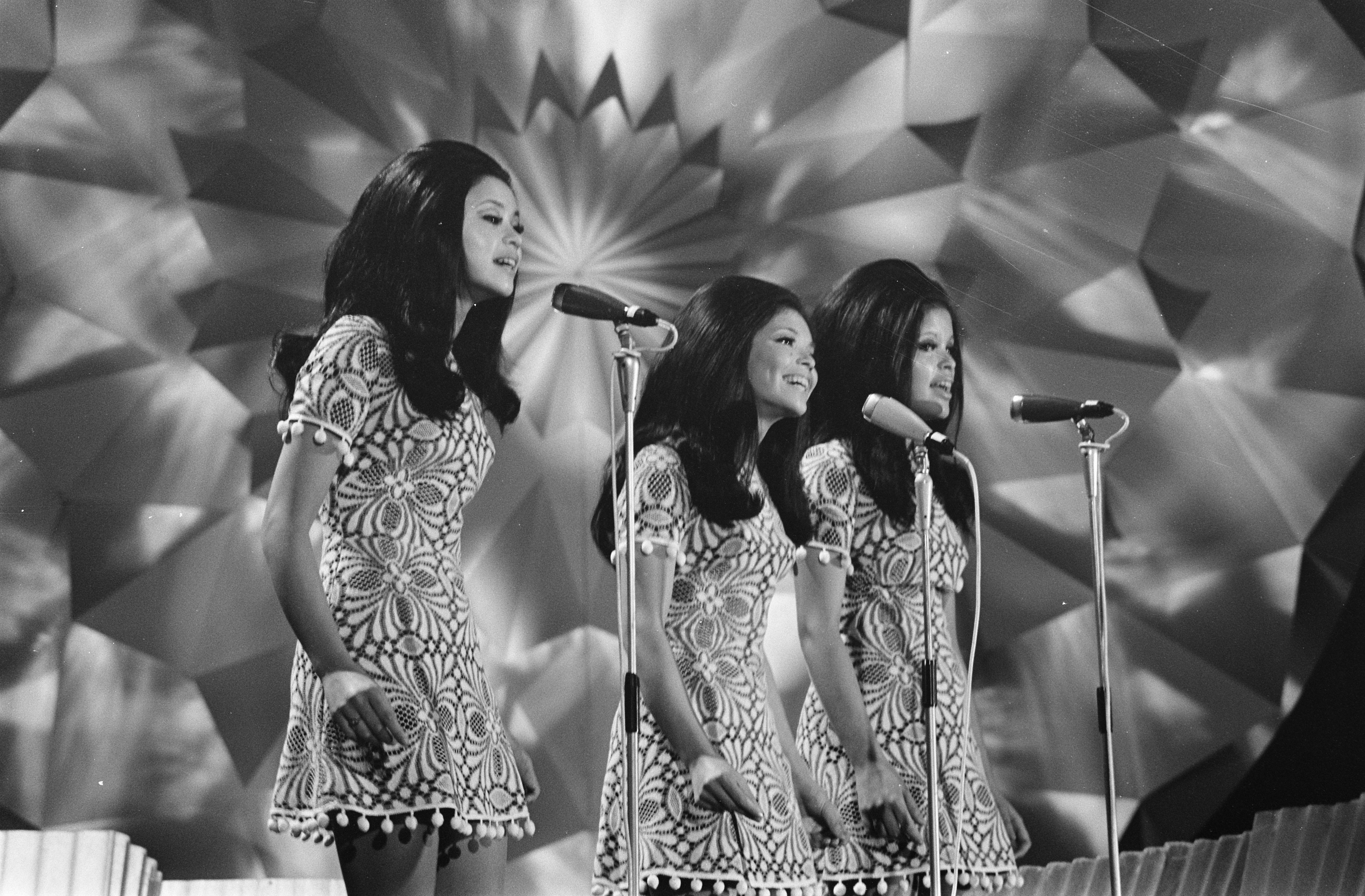
Der Gewinner Hearts of Soul im Jahr 1970
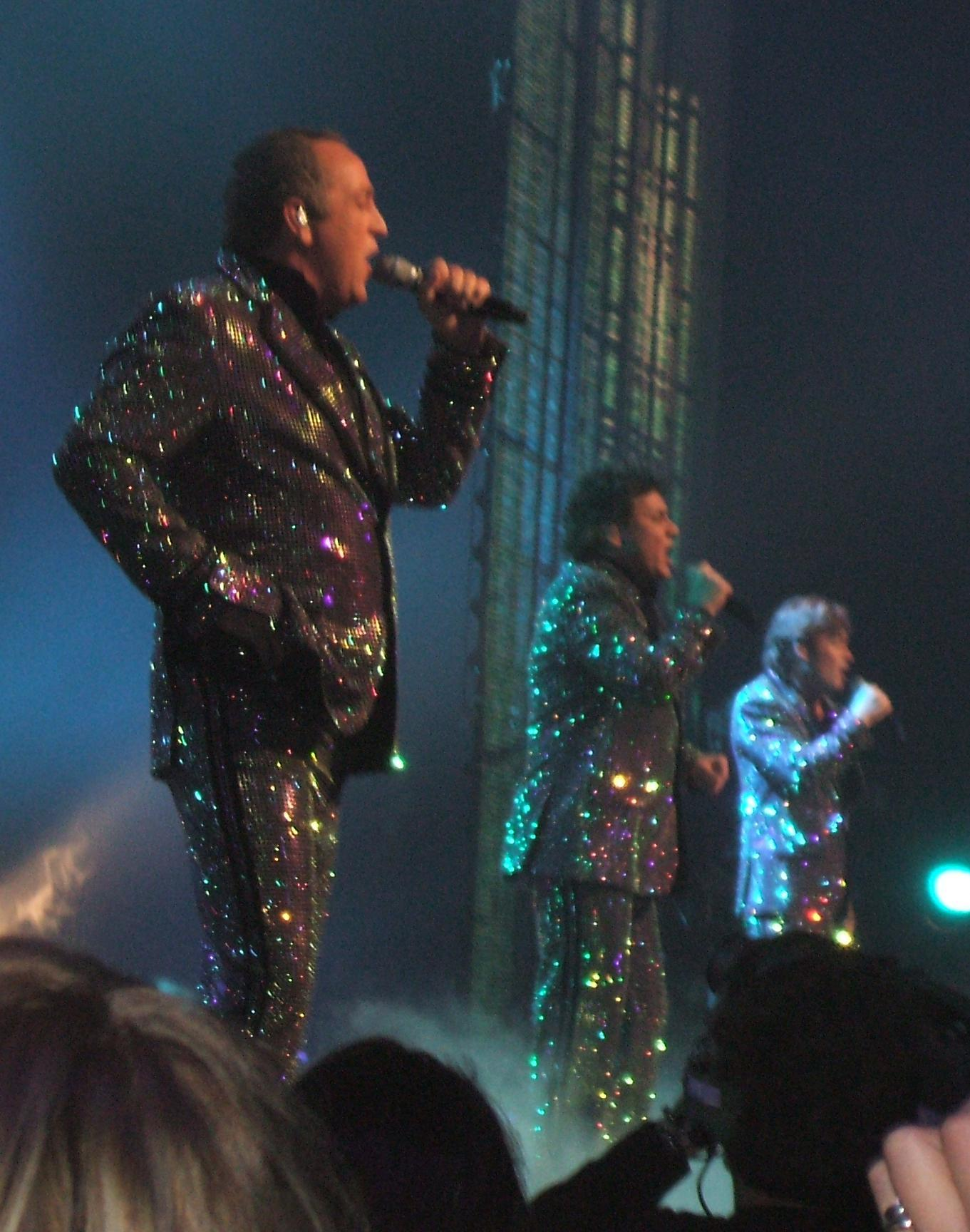
De Toppers 2009
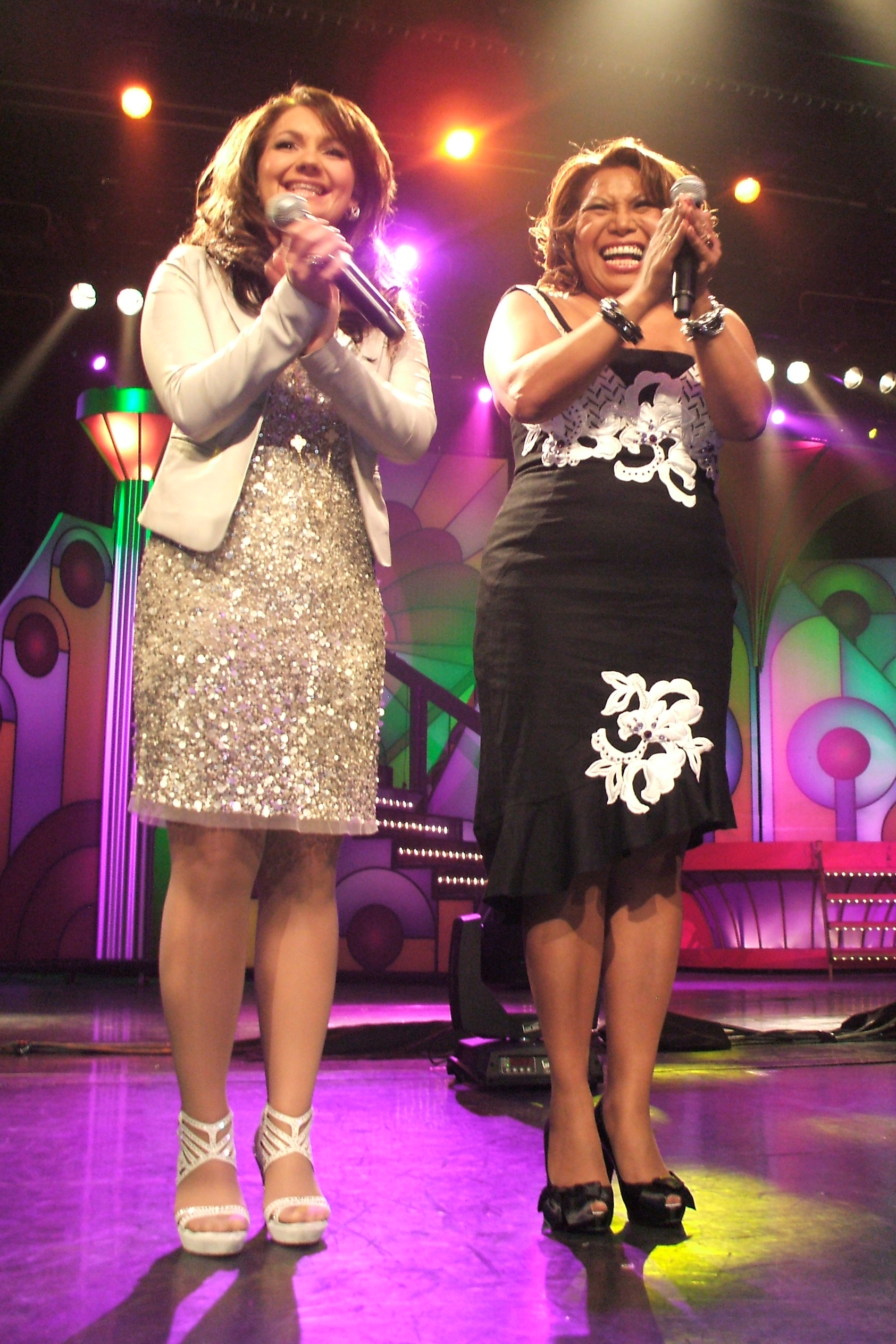
Die Gewinner von 2010 Sieneke und 1989, Justine Pelmelay, während des Nationaal Songfestival 2011